# Koki Negi
Koki Negi (født 17. maj 2000) er en japansk fodboldspiller, som spiller for den japanske fodboldklub Cerezo Osaka.